# 瓦布梅托语
瓦布梅托语或拜克努是西帝汶Atoni人使用的南岛语。该语言有一种在东帝汶歐庫西-安貝諾特别行政区(Special Administrative Region Oecusse-Ambeno)外飞地使用的方言，称为拜克努 (Baikenu)。 
拜克努使用源自葡萄牙语的单词，例如""表示“谢谢”，而不是印度尼西亚语 ""。

## 词汇
南岛语基本词汇数据库提供了包含 两百多个基本词汇的词汇表，数据由Robert Blust和 Edwards (2016) 提供。 
| 乌布·梅托                                   | 英语           |
| ------------------------------------------- | -------------- |
| （礼貌），（正常）， （非正式），（普通的） | 是的           |
| or                                          | 不             |
| （西帝汶）                                  | 谢谢           |
| （东帝汶）                                  | 谢谢           |
| ,（西帝汶）                                 | 非常感谢       |
| （东帝汶）                                  | 非常感谢       |
| , ,                                         | 不客气         |
|                                             | 请             |
| ,                                           | 打扰一下       |
| ,                                           | 你好           |
|                                             | 欢迎光临，请进 |
| （向离开的人说再见）                        | 再见           |
| （据说一住）                                | 再见           |
| （对一位离开者说）                          | 再见           |